# 平川雅之
平川 雅之（ひらかわ まさゆき、1978年5月21日 - ）は、千葉県出身のサッカー指導者。

## 来歴
柏レイソルの下部組織出身。少年時代は北嶋秀朗と千葉県選抜で2トップを組んでいた。
日本大学卒業後に一般企業へ就職するが、サッカーに携わりたいとの思いが強く指導者ライセンスを取得し、2003年に古巣の柏レイソルジュニアのコーチに就任。2005年からトップチームのコーチを務め、2007年からはテクニカルスタッフとして、チームを縁の下から支えている。

## 所属クラブ
- 流山市立向小金小学校
- 流山市立東部中学校
- 1994年 - 1996年 柏レイソルユース (千葉県立柏南高等学校)
- 1997年 - 2000年 日本大学

## 指導歴
- 2000年 - 2003年 千葉県立柏南高等学校サッカー部 コーチ
- 2003年 - 柏レイソル
  - 2003年 - 2004年 ジュニア コーチ
  - 2005年 - 2006年 トップチーム コーチ
  - 2007年 - 2016年 トップチーム テクニカルスタッフ
- 2017年 - 2021年 日本女子代表 テクニカルスタッフ
- 2022年 - 2023年 柏レイソルU-15 コーチ兼アカデミーアナリスト
- 2024年 - 同年6月 湘南ベルマーレ アナリスト
- 2024年6月 - 大宮アルディージャVENTUS コーチ兼アナリスト